# Marc Zeihen
Marc Zeihen (* 29. August 1975 in Leverkusen) ist ein ehemaliger deutscher Basketballspieler.

## Werdegang
Zeihen, als Flügel- und Innenspieler eingesetzt, gewann mit dem Nachwuchs von Bayer 04 Leverkusen 1992 die deutsche B-Jugendmeisterschaft.
Mit der Leverkusener Bundesliga-Mannschaft wurde Zeihen 1993 deutscher Meister und DBB-Pokalsieger, er wurde auf dem Weg zum Meistertitel während der Saison 1992/93 in sechs Begegnungen sowie im Europapokal eingesetzt. Später spielte Zeihen für den Leichlinger TV.